# Mirror’s Edge Catalyst
Mirror’s Edge: Catalyst (с англ. — «Зеркальная Грань: Катализатор») — компьютерная игра в жанре приключенческого боевика и платформера от первого лица, разработанная компанией DICE под издательством Electronic Arts для платформ PC, PlayStation 4 и Xbox One. Является перезапуском игры Mirror’s Edge 2008 года. Дебютный анонс состоялся на E3 2013. Релиз состоялся 7 июня 2016 года.
Mirror’s Edge Catalyst получила смешанные отзывы от критиков после релиза, при этом большинство рецензентов хвалили свободный игровой процесс и визуальные эффекты, но критиковали сюжет и боевую систему.

## Игровой процесс
Mirror’s Edge Catalyst — это приключенческая игра от первого лица, в которой игрок берет на себя управление персонажем по имени Фэйт (Вера) Коннорс по мере прохождения через футуристический город под названием Glass (Зеркало). Как и в оригинальном Mirror’s Edge, игроки перемещаются по городу, используя принципы индустриального туризма и паркур, чтобы проходить миссии и избегать врагов или сражаться с ними. Игроки также могут использовать объекты окружающей среды, такие как зиплайны и выступы, а также оборудование, включающее в себя магнитный абордажный крюк и Деактиватор для перемещения по зданиям, отключения определенных систем (таких как большие вентиляторы или камеры видеонаблюдения) и помощи Фэйт во время боя. Когда игроки отмечают цель на своей карте, активируется «зрение бегущего» Фэйт, и некоторые элементы декораций автоматически выделяются красным цветом. Они действуют как вспомогательные элементы, чтобы привести игроков к их цели. Использование уровней и прямолинейного игрового процесса, обнаруженного в первом Mirror’s Edge, было заменено на среду с открытым миром и свободным передвижением. Это дает игрокам больше свободы в прохождении, позволяя использовать несколько путей для достижения цели. В дополнение к сюжетной миссии, представлены побочные мероприятия, такие как испытания на время, гонки и головоломки с использованием элементов окружения. Кроме того, по всему миру можно найти предметы, называемые Утечки Сети, которые могут собирать игроки.
Боевая механика игры получила капитальный ремонт, и была разработана новая боевая система, поскольку в игре большое внимание уделяется стилю прохождения. Кроме того, хотя оно и использовалось в предыдущей игре со значительными ограничениями, Mirror’s Edge Catalyst полностью исключил использование оружия игроком, сосредоточив внимание на беговых и паркур-движениях Фэйт, и быстрых атаках ближнего боя, чтобы уничтожать врагов или уклоняться от них. Фэйт накапливает концентрацию, пока бежит. При достаточной концентрации она может уклоняться от пуль врагов. По словам Сары Янссон, старшего продюсера игры, сражения и боевые действия являются расширением игровых движений, а не отдельным набором. Когда Фэйт выполняет добивающий удар, игра переключается на перспективу от третьего лица.
Mirror’s Edge Catalyst содержит несколько многопользовательских функций, которые DICE называет Social Play. В то время как в игре не существует многопользовательского режима в реальном времени или состязательного режима, в игре присутствует асинхронный многопользовательский режим, в котором действия игрока в игре могут влиять на мир для игр других игроков. Среди них находятся Состязания, которые, в отличие от игры 2008 года, не предопределены DICE. Вместо этого маршруты между контрольными точками могут быть созданы любым игроком, в результате чего другие могут соревноваться с ним в свободное время и проходить их ещё быстрее. Игроки также могут размещать Эмиттеры Местоположения для отслеживания другими игроками, такая исследовательская деятельность похожа на геокэшинг.

## Сюжет

### Сеттинг
Действие игры разворачивается в антиутопическом футуристическом городе Зеркал, городе-витрине нации Каскадия, управляемом тоталитарной корпоратократией . Каскадное общество сильно стратифицировано, и большинство граждан работают в корпорациях и подключены к Сети, огромной системе социального наблюдения, в цифровой форме соединяющей все и всех в городах наподобие Зеркала. Корпорации тайно готовятся запустить проект под названием «Отражение», чтобы контролировать население через Сеть.
Так называемые «бегущие», свободные курьеры, обладающие навыками паркура, отказываются быть подключенными к сети и живут на крышах, зарабатывая на жизнь скрытыми услугами по доставке, избегая при этом корпоративного досмотра. Игра сосредоточена вокруг бегущей по имени Фэйт, и ее усилия помогают другим бегущим свергнуть корпоративное правительство и остановить Отражение.

### Сценарий
Фэйт Коннорс выходит из тюрьмы и встречается с другим бегущим, Икаром, а также с лидером бегущих, Ноем, который вырастил Фэйт после смерти ее родителей. Во время сбора данных в штаб-квартире Элизиума Фэйт отступает от заказа и получает ценный жесткий диск, но ее видит Габриэль Крюгер, генеральный директор Kruger Security или K-Sec. Ей удается сбежать, и она намеревается использовать содержимое диска, чтобы погасить свой долг перед Догеном, боссом черного рынка, который обеспечил Фэйт фальшивый профиль личности при её аресте. Ной сердится на Фэйт за то, что она связалась с Крюгером, но говорит ей, что ей нужно узнать, что находится на диске, чтобы торговаться с ним. Фэйт приносит диск к «Пластик», талантливой хакерше, которая говорит ей, что диск содержит чертежи сверхсекретного проекта, известного как «Отражение».
Тем временем K-Sec жестко расправляется с бегущими из-за действий Фэйт в Элизиуме. Пока Икар и Фэйт отсутствуют, они организовывают рейд на логово бегущих и захватывают или убивают всех присутствующих, в том числе и Ноя. Фэйт и Икар, которым некуда идти, отправляются к Ребекке Тейн, лидеру Черного ноября, боевого движения сопротивления, намеревающегося уничтожить Конгломерат силой. Повстанцы устроили засаду, чтобы захватить высокопоставленного командира K-Sec, которого они намерены обменять на своих захваченных солдат. Миссия проходит успешно, и оказывается, что захваченный офицер — Изабель Крюгер, дочь и личный телохранитель Габриэля Крюгера.
Фэйт просит, чтобы Пластик проникла в серверы K-Sec и собрала информацию об Изабель, которая оказывается Кейтлин «Кэт» Коннорс, сестрой Фэйт, которая считалась умершей. Габриэль Крюгер вырастил ее в качестве своей приемной дочери, сказав, что Фэйт была убита вместе с остальными членами её семьи. Фэйт мчится обратно в подземный штаб Черного ноября, где Тейн готовится казнить Изабель, чтобы отправить её отцу сообщение. Хотя Изабель, похоже, не помнит, кто такая Фейт, та убеждает Тейн оставить её в живых.
Изабель рассказывает Фэйт, что Ной всё еще может быть жив, находясь в месте под названием Царство. Достигнув его, Фэйт спасает группу ученых из Рефлексии, которые были задержаны K-Sec за то, что «задавали слишком много вопросов». Ведущий ученый Элин Маэра объясняет, что «Отражение» включает инъекцию населению нанитов, которыми можно дистанционно управлять, чтобы регулировать мысли и эмоции. Элин также упоминает, что алгоритм, который позже позволил создать Отражение, изобрела мать Фэйт, Эрика. Фэйт находит Ноя, который подвергся экспериментам с опытным образцом Отражения, но слишком поздно, чтобы предотвратить его смерть. Тем временем в штаб-квартире Черного ноября мятежники попали в засаду K-Sec, пока транспортировали Изабель над землей. Икару и повстанцам вводят наниты Отражения.
Фэйт продолжает вспоминать, как Габриэль Крюгер убил ее родителей, которые хотели выйти из проекта «Отражение». Когда Фэйт и Кэт спасались бегством, была брошена газовая граната, в результате чего Кэт задохнулась и потеряла сознание. Фэйт была вынуждена бросить её.
Пластик и Элин работают вместе над созданием вируса, чтобы раз и навсегда отключить Отражение. Для этого им нужно удостоверение личности Габриэля Крюгера, которое Фэйт получает, взломав его частную квартиру. Оттуда она становится свидетелем мощного взрыва в Осколке, самом высоком здании во всем Зеркале. Фэйт всё ещё нужно взойти на самую вершину Осколка, который содержит вещательную антенну, но сейчас нестабилен, чтобы активировать вирус. На вершине ей противостоит Габриэль, который защищает свое решение запустить Отражение, говоря, что наниты — это лекарство, разработанное для того, чтобы поддерживать функционирование лёгких Изабель, имеющих хроническую болезнь, в состоянии пригодном для жизни, и что проект направлен на выживание, а не на контроль.
К ним присоединяется Изабель, которая пытается остановить вирус, но слишком поздно. Они сражаются на вертолетной площадке, и Изабель обвиняет Фэйт в том, что она оставила ее умирать, а Фэйт пытается напомнить Изабель о том, кто она на самом деле. Габриэль Крюгер появляется на вертолете и умоляет колеблющуюся Изабель идти с ним. Осколок начинает рушиться, и Габриэль выпадает из вертолета. Фэйт сползает к краю вертолетной площадки, но Изабель ловит её. Слышно, что Габриэль зовет свою дочь спасти его, а Изабель объясняет Фэйт, что она «должна», и убегает в его направлении. Однако, когда вертолет снова поднимается и улетает, в нем стоит только Изабель, а Габриэля нигде не видно.
В эпилоге, в новостях сообщается, что Изабель теперь сменит своего пропавшего отца на посту генерального директора Kruger Security. Несмотря на то, что население не поднимало восстаний, Фэйт успешно отключила запуск «Отражения», тем самым защитив людей от контроля Конгломерата.

## Разработка

### 2008—2009 годы
В октябре 2008 года старший продюсер EA DICE Оуэн О’Брайан (англ. Owen O'Brien) в интервью изданию AusGamers заявил, что Mirror’s Edge является первой частью запланированной трилогии. «История, которую мы собираемся рассказать в Mirror’s Edge, является частью большого повествования, состоящего из трёх актов, — заявил он. — Вначале всё внимание будет уделено Фейт, мы постараемся рассказать максимально подробно о её жизни, о том, как она выживает в этом мире».
12 июня 2009 года в интервью сайту VideoGamer.com старший вице-президент Electronic Arts Games Europe Патрик Содерлунд (Patrick Soderlund) заявил, что небольшая команда разработчиков трудится над созданием Mirror’s Edge 2. Содерлунд заявил:

Mirror’s Edge была рискованным шагом. Это был смелый шаг — новаторский и очень воодушевляющий. Игра ни в коей мере не была совершенной. Нам хотелось бы, чтобы игра продавалась лучше, хотя её фактические продажи оказались выше, чем большинство людей думает… Вы обязательно увидите ещё одну игру Mirror’s Edge. Вопрос лишь в том, когда и как мы её сделаем.
Оригинальный текст (англ.)Mirror’s Edge was a risky move. It was a bold move, a very innovative and inspiring move. The game wasn’t perfect by any means. We would have liked the game to sell better even though the game has sold better than most people think. You will see another Mirror’s Edge for sure. It’s just a matter of when that time is and what we do with it.

1 декабря 2009 года игровой прессе стало известно, что Оскар Карлен (англ. Oscar Carlen), художник по свету в ЕА DICE, в своем портфолио обнародовал информацию о том, что компания занимается разработкой продолжения Mirror’s Edge. Чуть позже Оскар Карлен убрал упоминание о Mirror’s Edge 2 со своего сайта, заменив его фразой «Move along, nothing to see here…» («Идите мимо, здесь не на что смотреть…»).
Утром 2 декабря 2009 года игровой блог Kotaku.com взял, а 3 декабря опубликовал большое интервью с главой Electronic Arts Джоном Ричителло (англ. John Riccitiello), в котором обсуждалась оригинальная Mirror’s Edge и Mirror’s Edge 2. Ричителло заявил, что считает, что оригинальная игра Mirror’s Edge вполне заслужила право получить продолжение, однако разработчики все ещё далеки от выпуска Mirror’s Edge 2. «Мы все ещё работаем над базовыми элементами Mirror’s Edge 2, думаем, как сделать игру лучше. Мы многому научились, работая над первым проектом, который был, как мне кажется, очень инновационным», — заявил журналистам Ричителло.

### 2010—2011 года
В конце января 2010 года продюсер Battlefield: Bad Company 2 Карл-Магнус Тродссон (англ. Karl-Magnus Troedsson) отказался комментировать ситуацию о разработке Mirror’s Edge 2: «Я не могу давать ответы на подобные вопросы, потому как мы официально ничего не анонсировали. Безусловно, мы очень гордимся Mirror’s Edge, поэтому мы думаем о будущем этого франчайза».
В начале ноября 2010 года сайт Eurogamer взял интервью у Патрика Содерлунда, в котором попросил прокомментировать его же заявление июня 2009 года о разработке Mirror’s Edge 2. Содерлунд ответил, что, несмотря на то, что оригинальная Mirror’s Edge не была столь коммерчески успешной, как ожидалось, однако провалом она тоже не стала. Поэтому разработчики «не похоронили» франчайз Mirror’s Edge и планируют его поддерживать в дальнейшем.
7 февраля 2011 года DICE опубликовала новое технологическое видео игрового движка Frostbite 2.0, демонстрирующее графическую технологию Real-time Radiosity. Первая сцена на данном видео по своему виду напоминает локации оригинальной Mirror’s Edge (общий архитектурный стиль и окраска некоторых объектов в ярко красный цвет), что дало повод некоторым игровым журналистам предположить, что Mirror’s Edge 2 будет использовать Frostbite 2.0.
В начале июля 2011 года старший вице-президент EA Games Патрик Содерлунд в интервью GameStar заявил, что он очень любит Mirror’s Edge и что разработчики не бросили данную серию. «Мы работаем над кое-чем, однако я не хочу больше говорить на эту тему», — добавил он.
В конце июля 2011 года в журнале Official U.S. PlayStation Magazine была опубликована следующая заметка: «Движок Frostbite 2.0 подготовит почву для того, чтобы Mirror’s Edge смогла осуществить своё паркурное возвращение».
В начале октября 2011 года в интервью SPOnG продюсер DICE Патрик Лиу (англ. Patrick Liu) говорил о возможном продолжении Mirror’s Edge, заявив, что оно вполне может привлечь внимание бо́льшей аудитории, нежели оригинальная игра. Он подчеркнул, что DICE осведомлена о том, что вокруг Mirror’s Edge сформировалась большая база поклонников, и для некоторых игра стала чем-то вроде культа. «Мы также знаем сильные и слабые стороны оригинальной игры. Если бы мы занимались сиквелом, мы бы точно знали, что нужно улучшить и что изменить, чтобы привлечь внимание гораздо большей аудитории», — сообщил Лиу.

#### Сообщение об остановке разработки
14 февраля 2011 года игровой общественности стало известно об остановке разработки Mirror’s Edge 2. В середине декабря 2010 года Патрик Содерлунд принял участие в шведском телеинтервью Press2Play. Лишь приблизительно через два месяца, 14 февраля, сайт Eurogamer выполнил перевод отчёта этого интервью и таким образом факты, озвученные в этом интервью, стали известны международной англоязычной игровой общественности. Патрику Содерлунду был задан вопрос о продолжении Mirror’s Edge, и он ещё раз подтвердил, что Mirror’s Edge 2 действительно разрабатывалась, однако также сообщил, что на момент данного интервью разработка игры остановлена, а сотрудники, работавшие над ней, распределены по другим проектам. Согласно Содерлунду, DICE показала прототип игры руководству Electronic Arts, и, ознакомившись с данным прототипом, руководство приняло решение остановить разработку игры. Дополнительным фактором, повлиявшим на остановку разработки, послужили низкие продажи оригинальной игры, которые не выполнили возложенные на неё ожидания

. После этого сообщения сайт 1UP.com связался с представителем Electronic Arts, который сообщил сайту, что Mirror’s Edge является важным франчайзом для компании, однако в данный момент DICE работает над Battlefield 3 и ей нечего анонсировать. 1UP.com выразил своё недоумение по поводу данного сообщения.

#### Сообщение от Фрэнка Жибо
2 марта 2011 года англоязычный игровой ресурс Computer And Video Games опубликовал некоторые сведения из интервью, взятого у Фрэнка Жибо (англ. Frank Gibeau), президента EA Games. Фрэнк Жибо опроверг раннее сообщение об остановке разработки игры: «Я слышал некоторые истории про то, что ЕА „убила“ Mirror’s Edge. Что ж, я из ЕА, и я даю играм „Зеленый свет“. И, Бог мне свидетель, я не убивал франчайз». Жибо заявил, что разработчики пытаются понять, какой лучше сделать Mirror’s Edge 2, как её нужно изменить, как улучшить, чтобы она продалась в несколько раз лучше оригинала. Жибо сообщил, что разработчики работают над вселенной Mirror’s Edge, но на данный момент не определились, в каком направлении её развивать, причём так, чтобы заинтересовать как фанатов первой части, так и новую аудиторию игроков

.

#### E3 2011
9 июня 2011 года во время проведения выставки Electronic Entertainment Expo 2011 журналист портала GameTrailers Джеф Кейли взял интервью у президента EA Games Фрэнка Жибо. В этом интервью, помимо всего прочего, Кейли спросил о Mirror’s Edge 2, на что Жибо во второй раз подтвердил, что игра не отменена, однако «сейчас мы активно ищем правильный способ вернуть франчайз на рынок». Согласно Жибо, для Mirror’s Edge 2 нужны новые интересные идеи и DICE работает над их созданием. На это утверждение Кейли отметил, что он бы хотел увидеть игру на движке Frostbite 2.0, на что Жибо, в свою очередь, ответил: «Вы увидите эту комбинацию, я уверен».

### 2012 год
В середине мая 2012 года сразу в нескольких резюме появилась информация о том, что разные специалисты работали/работают над игрой Mirror’s Edge 2.
В июле 2012 года Фрэнк Жибо в одном из интервью сообщил, что игра не сброшена со счетов, она есть в списке игр, над которыми издатель будет работать, но на текущий момент никаких анонсов по данной теме у него нет. Основной проблемой/задачей Фрэнк назвал определение того, как главная героиня вернётся во вторую часть, видимо имеется в виду развитие геймплея и увеличение интерактивности в игре.
В ноябре 2012 года Бен Казинс, экс-директор Battlefield, подтвердил, что Mirror’s Edge 2 разрабатывается компанией EA Digital Illusions CE.

### 2013 год
Глава EA Games Фрэнк Жибо (Frank Gibeau) сказал, что на грядущем E3 они собираются показать несколько новых проектов от DICE, EA Sports и BioWare, которые разрабатываются для консолей следующего поколения. Какие именно проекты покажет EA, отчасти было известно, об остальных можно было только догадываться.
За несколько дней до Е3 технический руководитель отдела разработки Frostbite Йохан Андерссон сказал, что «очень сложно забыть о Mirror’s Edge». Зная, как давно поклонники всего мира просят разработчиков выпустить сиквел этой замечательной игры, с большой долей вероятности можно предположить, что всё это не простое совпадение и нам действительно покажут Mirror’s Edge 2, а возможно это что-то по вселенной Star Wars. Ведь, как стало известно, компания EA подписала многолетнее соглашение с Disney, согласно которому студии BioWare, DICE и Visceral займутся разработкой новых игр по вселенной Star Wars.
В ночь перед E3, 10 июня, EA Games после показа мультиплеера Battlefield 4, сделала ранее обещанный «сюрприз», этим сюрпризом оказался показ геймплейного ролика и анонс Mirror’s Edge 2.
Предварительная дата выхода пока не разглашалась. Также как и Battlefield 4, игра будет базироваться на движке Frostbite 3.0
Согласно заявлению EA новый Mirror’s Edge будет игрой с открытым миром, об этом заявил президент торговой марки Electronic Arts Фрэнк Жибо, охарактеризовав жанр как «open-world action adventure».

### 2014 год
По неофициальным данным игра создаётся для платформ PC, PlayStation 4 и Xbox One. Информация о доступности игры для консолей нового поколения подтверждена в конце июня 2013 года.
Среди нововведений перечисляется более расширенный арсенал приёмов рукопашного боя, открытый мир, несколько многопользовательских режимов.
Игровая механика прототипа Mirror’s Edge продемонстрирована 9 июня 2014 года в ходе пресс-конференции Electronic Arts в рамках выставки E3 2014.

### 2015 год
В мае 2015 года стало известно, что релиз перезапуска Mirror’s Edge назначен на первую четверть 2016 года. Позднее игра получила подзаголовок «Catalyst» (с англ. — «Катализатор»), чтобы подчеркнуть, что новый проект не является продолжением предыдущей игры. На выставке «E3 2015» с выходом геймплейного трейлера объявили, что релиз игры состоится 23 февраля 2016. Тогда же стали известны и некоторые подробности игры:
- Действие игры развернётся в «Городе Зеркал» (англ. The City of Glass), представляющем собой обещанный ранее открытый мир, свободный для исследования. Как и в предыдущей игре серии, в городе присутствует тотальный контроль информации и слежка за всеми жителями, официально — для обеспечения их безопасности и безопасности всего города. Однако в новой части игры контроль осуществляется не официальными городскими властями, а корпорацией «Конгломерат».
- В игре будет присутствовать знакомое по предыдущей части «зрение бегущего» — цветовое выделение объектов, с которыми игрок может взаимодействовать.
- Изменилась механика боёв. Теперь Фейт не может использовать огнестрельное оружие, но намного эффективнее сражается врукопашную.
- В игре будут присутствовать как основные, так и второстепенные задания.

По сообщению игрового портала Game Media Entertainment, в конце октября 2015 года старший продюсер игры Сара Янссон сообщила, что дата выхода Mirror’s Edge: Catalyst перенесена на 24 мая 2016 года в связи с доработкой игры.

### 2016 год
В конце апреля 2016 года компания DICE сообщила о переносе релиза на 9 июня в европейских странах, и на 7 июня для Северной Америки. Руководитель дизайна игры Эрик Оделдал сообщил, что перенос связан с желанием разработчиков как можно более плотно поработать с отзывами игроков по итогам закрытого бета-тестирования, стартовавшего 22 апреля.

## Критика
| Сводный рейтинг       | Сводный рейтинг                           |
| Агрегатор             | Оценка                                    |
| --------------------- | ----------------------------------------- |
| GameRankings          | (PC) 74,78 % (PS4) 69,92 % (XONE) 70,87 % |
| Metacritic            | (PC) 74/100 (XONE) 72/100 (PS4) 69/100    |
| Иноязычные издания    |                                           |
| Издание               | Оценка                                    |
| Destructoid           | 8,5/10                                    |
| Game Informer         | 6,5/10                                    |
| GameRevolution        | [ 61 ]                                    |
| GameSpot              | 7/10                                      |
| GamesRadar+           | [ 63 ]                                    |
| IGN                   | 6,8/10                                    |
| PC Gamer (US)         | 78/100                                    |
| Polygon               | 8/10                                      |
| Русскоязычные издания |                                           |
| Издание               | Оценка                                    |
| 3DNews                | 7/10                                      |
| PlayGround.ru         | 7/10                                      |
| Riot Pixels           | 68 %                                      |
| StopGame.ru           | похвально                                 |
| «Игромания»           | 8/10                                      |
| «Игры Mail.ru»        | 7/10                                      |
| «Канобу»              | 8/10                                      |
| «НИМ»                 | 6,8/10                                    |
| Shazoo                | 7,5/10                                    |
| Gmbox.ru              | 8/10                                      |
| Gameguru.ru           | 7/10                                      |